# امپراتور گو-هوریکاوا
امپراتور گو-هوریکاوا (به ژاپنی: 後堀河天皇 Go-Horikawa-tennō)؛ (زاده ۲۲ مارس ۱۲۱۲ درگذشته) هشتاد و ششمین امپراتور ژاپن بر اساس نظام سنتی جانشینی پادشاهان ژاپن است. سلطنت وی از ۱۲۲۱ تا ۱۲۳۲ به طول انجامید.